# Florence (Vorname)
Florence (englisch: [ˈflɔɹ.əns], französisch: [flɔ.ʁɑ̃s]) ist ein geschlechtsneutraler englischer bzw. weiblicher französischer Vorname.

## Herkunft und Bedeutung
→ Hauptartikel: Florentine
Der Name Florence geht auf den lateinischen Namen Florentia zurück, der vom Adjektiv florens „blühend“ abgeleitet wird.

## Verbreitung
Der Name Florence wird überwiegend von Frauen getragen und ist vor allem im englischen und französischen Sprachraum verbreitet.
Besonders beliebt ist er derzeit in Québec (Rang 7, Stand 2020) und England und Wales (Rang 14, Stand 2020).

## Bekannte Namensträgerinnen

### A
- Florence Arthaud (1957–2015), französische Skipperin
- Florence Aubenas (* 1961), französische Journalistin

### B
- Florence Baker (1841–1916), britische Afrikaforscherin
- Florence Ballard (1943–1976), amerikanische Sängerin
- Florence Barsosio (* 1976), kenianische Langstreckenläuferin
- Florence Baverel-Robert (* 1974), französische Biathletin
- Florence Bell (1910–1998), kanadische Leichtathletin und Olympiasiegerin

### C
- Florence Cestac (* 1949), französische Zeichnerin
- Florence Chadwick (1918–1995), US-amerikanische Langstreckenschwimmerin

### D
- Florence Delay (1941–2025), französische Schriftstellerin, Schauspielerin und Übersetzerin
- Florence Dixie (1855–1905), britische Reisende, Journalistin und Schriftstellerin
- Florence Dupont, französische Romanistin

### E
- Florence Ekpo-Umoh (* 1977), deutsche, ehemals nigerianische Leichtathletin
- Florence Eldridge; eigentlich Florence McKechnie (1901–1988), US-amerikanische Schauspielerin
- Florence Ezeh (* 1977), togoische Hammerwerferin

### F
- Florence Faivre (* 1983), französisch-thailändische Schauspielerin
- Florence Klotz (1920–2006), US-amerikanische Kostümbildnerin
- Florence Fuller (1867–1946), australische Künstlerin südafrikanischer Herkunft

### G
- Florence von Gerkan (* 1960), deutsche Kostümbildnerin und Professorin an der Universität der Künste Berlin
- Florence Griffith-Joyner (1959–1998), amerikanische Leichtathletin
- Florence Griswold (1850–1937), US-amerikanische Lehrerin
- Florence Guillemin (* 1980), französische Fußballschiedsrichterin
- Florence Guérin (* 1965), französische Schauspielerin
- Florence Guggenheim-Grünberg (1898–1989), Schweizer jüdische Aktivistin und Kulturhistorikerin

### H
- Florence Harding (1860–1924), First Lady der USA (1921–1923)
- Florence Hawley Ellis (1906–1991), US-amerikanische Anthropologin, Ethnographin und Archäologin
- Florence Henri (1893–1982), US-amerikanische Fotografin und Malerin
- Florence Hervé (* 1944), deutsch-französische Autorin

### J
- Florence Foster Jenkins (1868–1944), US-amerikanische Sopranistin
- Florence Joy (* 1986), deutsche Sängerin und Schauspielerin

### K
- Florence Kasumba (* 1976), deutsche Schauspielerin, Musicaldarstellerin und Synchronsprecherin
- Florence Knoll (1917–2019), US-amerikanische Designerin und Architektin

### L
- Florence Lawrence (1886–1938), kanadisch-US-amerikanische Stummfilmschauspielerin
- Florence Lewis (1877–1964), US-amerikanische Mathematikerin, Astronomin und Hochschullehrerin

### M
- Florence Malgoire (1960–2023), französische Violinistin
- Florence Marryat (1833–1899), englische Schriftstellerin
- Florence Masnada (* 1968), französische Skirennläuferin
- Florence May (1845–1923), englische Pianistin und Komponistin

### N
- Florence Nibart-Devouard (* 1968), Französin und Vorsitzende des Kuratoriums der Wikimedia Foundation
- Florence Nightingale (1820–1910), englische Krankenschwester und Pionierin der modernen Krankenpflege

### O
- Florence Okoe (* 1984), ghanaische Fußballspielerin
- Florence Ollife (1851–1930), britische Autorin von Theaterstücken und Sachbüchern

### P
- Florence Price (1887–1953), US-amerikanische Komponistin
- Florence Pugh (* 1996), britische Filmschauspielerin

### R
- Florence Randrianarisoa (* 1987), deutsche Ärztin, Fernsehmoderatorin und Autorin
- Florence Marjorie Robertson (1904–1986), britische Schauspielerin
- Florence Rimbault (1963), französische Fußballspielerin

### S
- Florence Rena Sabin (1871–1953), US-amerikanische Ärztin und Wissenschaftlerin
- Florence Oboshie Sai-Coffie, ghanaische Politikerin
- Florence Steurer (* 1949), französische Skirennläuferin

### T
- Florence Tamagne (* 1970), französische Historikerin
- Florence Thomassin (* 1966), französische Schauspielerin

### V
- Florence Vidor (1895–1977), US-amerikanische Stummfilmschauspielerin

### W
- Florence Wambugu (* 1953), kenianische Pflanzenpathologin und Virologin
- Florence Mary Leontine Welch (* 1986), englische Sängerin

### Y
- Florence Yoch (1890–1972), US-amerikanische Landschaftsarchitektin

## Namensträger
- Florence Estienne Méric Casaubon (1599–1671), englischer Gelehrter
- Florence Crauford Grove (1838–1902), britischer Bergsteiger
- Florence of Worcester; auch Florentius Wigorniensis († 1118), englischer Benediktinermönch und Chronist
- Florence Ziegfield (1867–1932), US-amerikanischer Theater- und Filmproduzent